# Fédération de handball de la république islamique de Mauritanie
 (juillet 2024).
Si vous disposez d'ouvrages ou d'articles de référence ou si vous connaissez des sites web de qualité traitant du thème abordé ici, merci de compléter l'article en donnant les références utiles à sa vérifiabilité et en les liant à la section « Notes et références ».
La Fédération de handball de la République Islamique de Mauritanie (FHBRIM) (en arabe : اتحاد كرة اليد في الجمهورية الإسلامية الموريتانية) est l'organisation nationale du handball en Mauritanie. La fédération représente à la fois les équipes nationales masculines et féminines de handball. Elle a pour but d'organiser, de promouvoir et de réguler le handball en Mauritanie. Elle est membre de la Fédération Internationale de Handball depuis 1988 et de la Confédération africaine de handball. Son président est Karim El Jeilani.